# Liparis rutteri
Liparis rutteri és una espècie de peix pertanyent a la família dels lipàrids.

## Descripció
- Fa 7 cm de llargària màxima.
- Nombre de vèrtebres: 37-38.[6][7]

## Hàbitat
És un peix marí, demersal i de clima temperat que viu fins als 73 m de fondària.

## Distribució geogràfica
Es troba al Pacífic nord: el mar de Bering, el nord del Golf d'Alaska i el sud-est d'Alaska.

## Observacions
És inofensiu per als humans.